# Bascanichthys bascanoides
Bascanichthys bascanoides е вид змиорка от семейство Ophichthidae. Видът не е застрашен от изчезване.

## Разпространение
Разпространен е в Коста Рика и Мексико.

## Описание
На дължина достигат до 77 cm.